# 格氏日鯒
格氏日鯒，為輻鰭魚綱鮋形目牛尾魚亞目牛尾魚科的其中一種，分布於東大西洋區，從茅利塔尼亞至安哥拉海域，棲息深度20-200公尺，屬底棲性魚類，體長可達20公分，生活在沿岸淺海域，屬肉食性，以甲殼類及小魚為食，可做為食用魚。